# Гримальди, Кристофоро Россо
Кристофоро Россо Гримальди (итал. Cristoforo Grimaldi Rosso; Генуя, 1480 — Генуя, 1563) — дож Генуэзской республики.

## Биография
Кристофоро Россо получил вторую фамилию, когда его семья вступила в брачный альянс со знатной генуэзской семьей Гримальди. По роду деятельности он был врачом, а 4 января 1535 года был избран 49-м дожем Республики. Весной того же года ему пришлось усмирять бунт некоторых промышленников города Ла-Специя против испанского флота, стоявшего на якоре в порту города, который привел к гибели нескольких членов экипажа кораблей и других людей, живших в близлежащих домах. Новость об этом бунте пришла в Геную, и на внеочередной сессии Сената дож наложил на жителей Ла-Специи контрибуцию в 100 золотых крон с каждого "за беспорядки", освободив от ее уплаты лишь женщин, юношей (до пятнадцати лет) и пожилых людей старше семидесяти.
Во время его правления Сенат организовал сбор средств на реконструкцию и реставрацию древних городских стен. Дож также был вынужден иметь дело с землетрясением 12 августа 1536 года - тремя толчками, причинившими незначительные повреждения в Генуе.
Закончив своё правление 4 января 1537 года, Гримальди в течение еще двадцати шести лет занимал различные государственные должности в республике. В 1544 году дож Андреа Чентурионе-Пьетрасанта предложил продолжить составление хроники Annali della Repubblica, поручив кураторство этой работы Гримальди. В 1546 году он курировал реставрацию собора Святого Лаврентия.
В возрасте шестидесяти семи лет он, вместе с дожем Леонардо Катанео делла Вольта, принял участие в осаде замка Монтоджо, где нашли убежище мятежные члены семьи Фиески, инициаторы заговора 1547 года. В том же году по заданию Сената начались работы по строительству нового собора в Савоне, и Гримальди пожертвовал на эти цели 1500 золотых крон. В 1550 году Гримальди принял участие в посольстве в Рим с вручением даров вновь избранному папе Юлию III.
Гримальди скончался в Генуе в марте 1563 года. Его тело было захоронено в церкви Санта-Мария-ди-Кастелло. Историки описывают его в своих трудах как усердного слугу государства, при этом не стремившегося к власти: имея возможность еще несколько раз быть избранным дожем, он всякий раз отказывался от нее.
Кристофоро Гримальди никогда не был женат и не имел родных детей, его единственным наследником был Джироламо Сансеверино, будущий граф Кайаццо, усыновленный им.